# Bieujac
Bieujac egy francia település Gironde megyében az Aquitania régióban. Lakosainak száma 670 fő (2022. január 1.). Lakóit Bieujacais-nak hívják.

## Adminisztráció
Polgármesterek:
- 2008–2020 Jean-Claude Dumenil

## Demográfia
| Lakosok száma | 344  | 297  | 384  | 463  | 528  | 564  | 620  | 639  | 648  | 670  |
|               | 1968 | 1982 | 1990 | 2006 | 2013 | 2015 | 2017 | 2019 | 2020 | 2022 |

## Látnivalók
- Notre-Dame templom a 11. századból

## Galéria

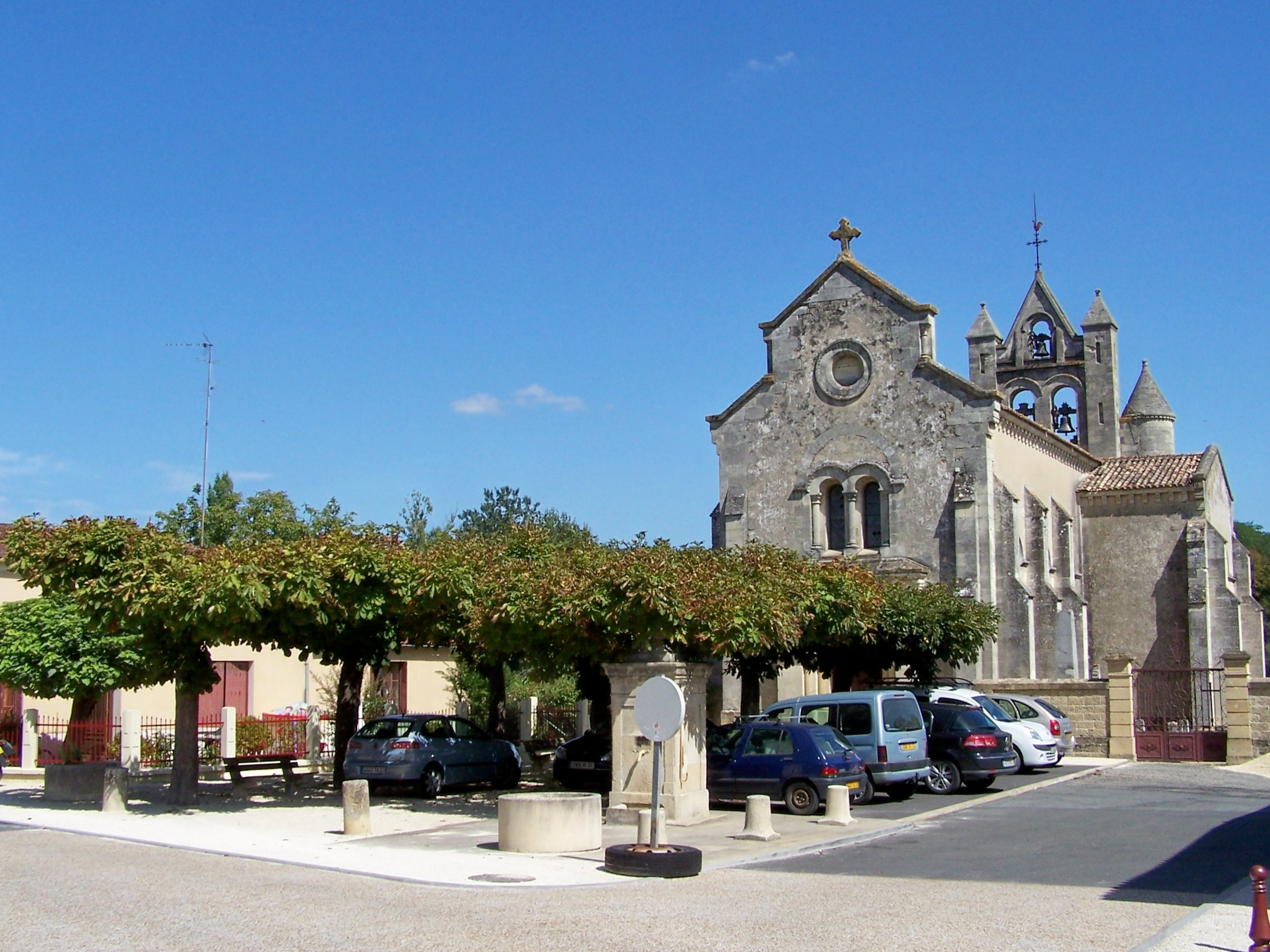
Notre-Dame
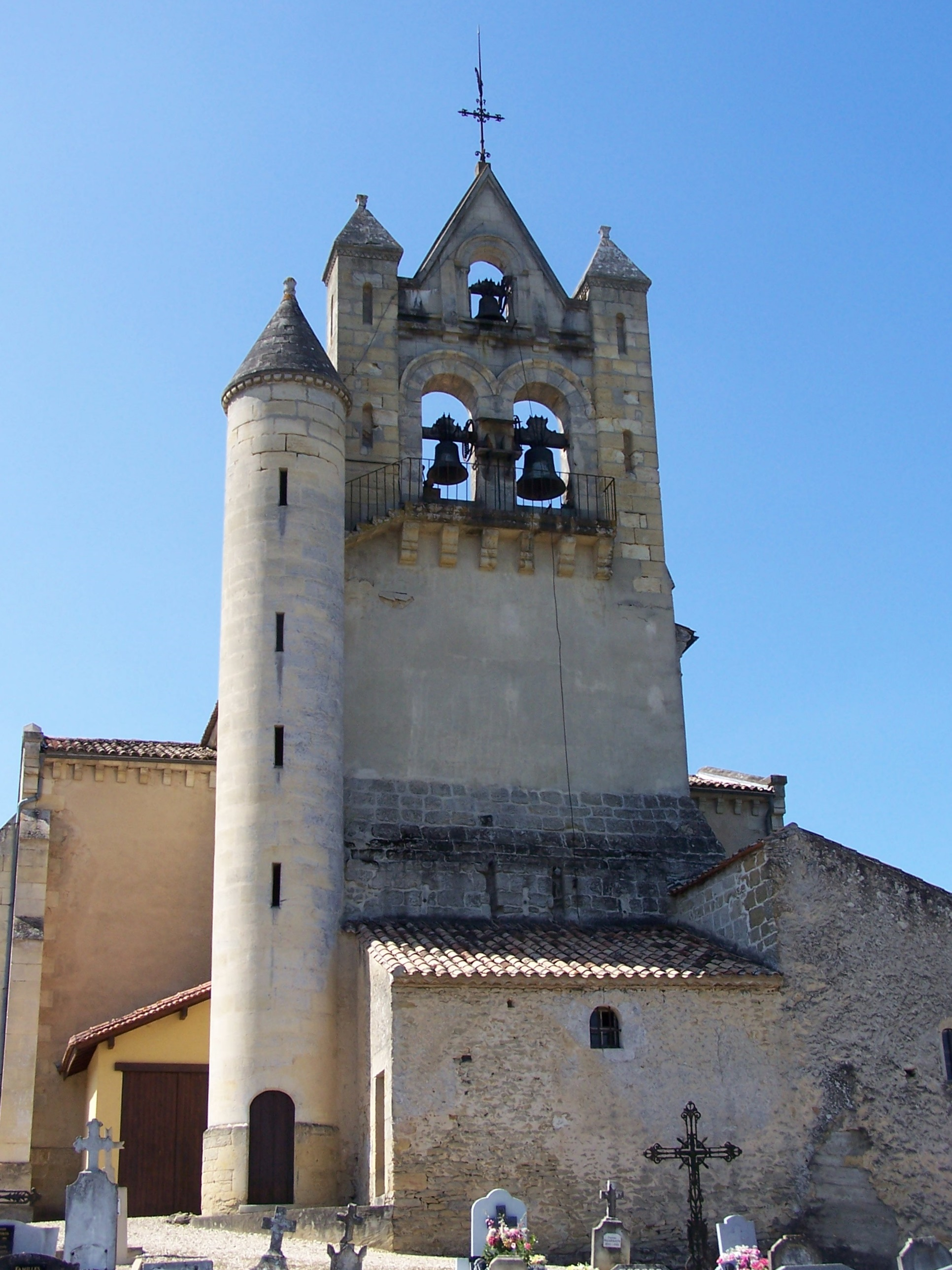
Harangláb
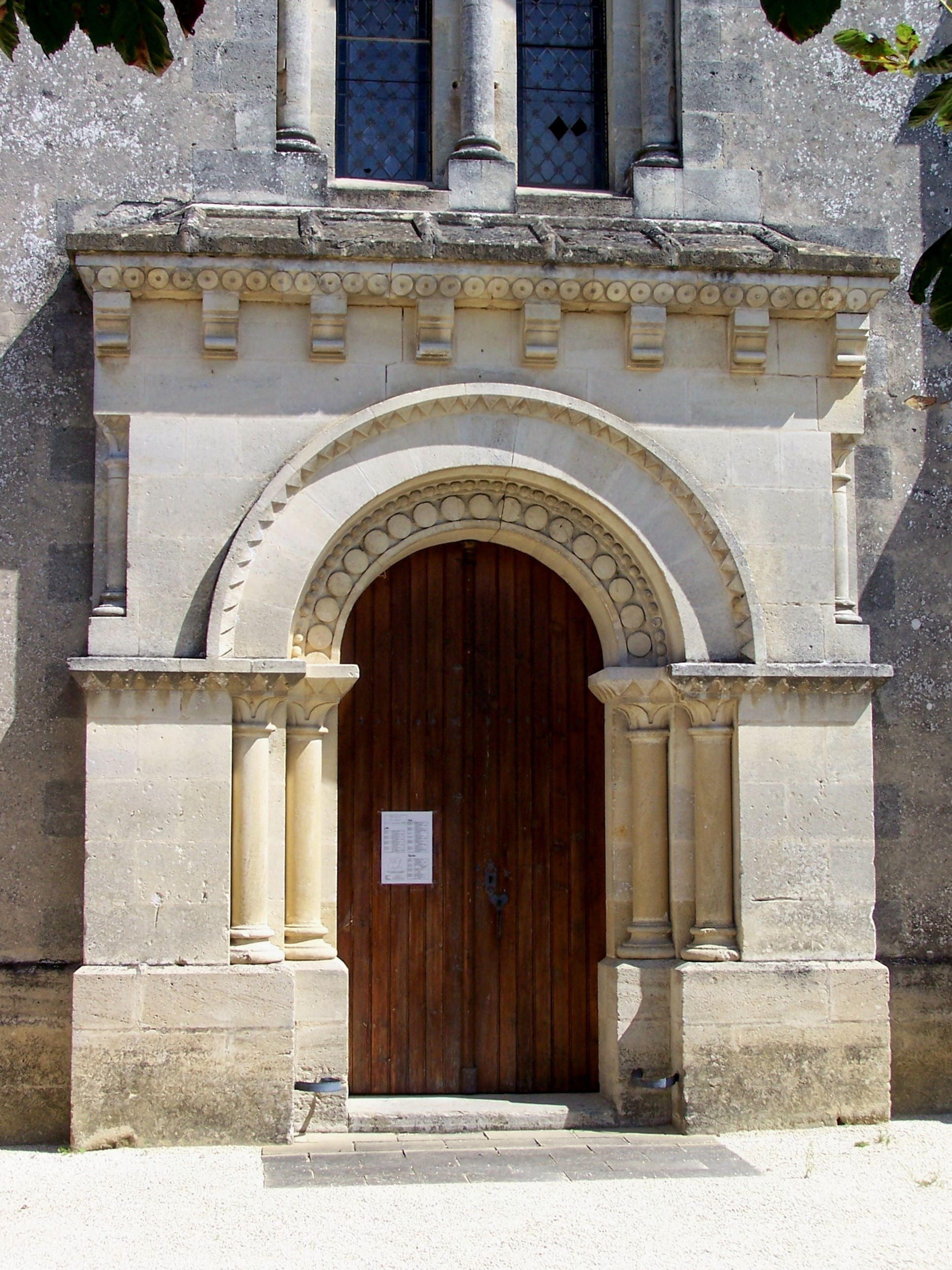
Bejárat
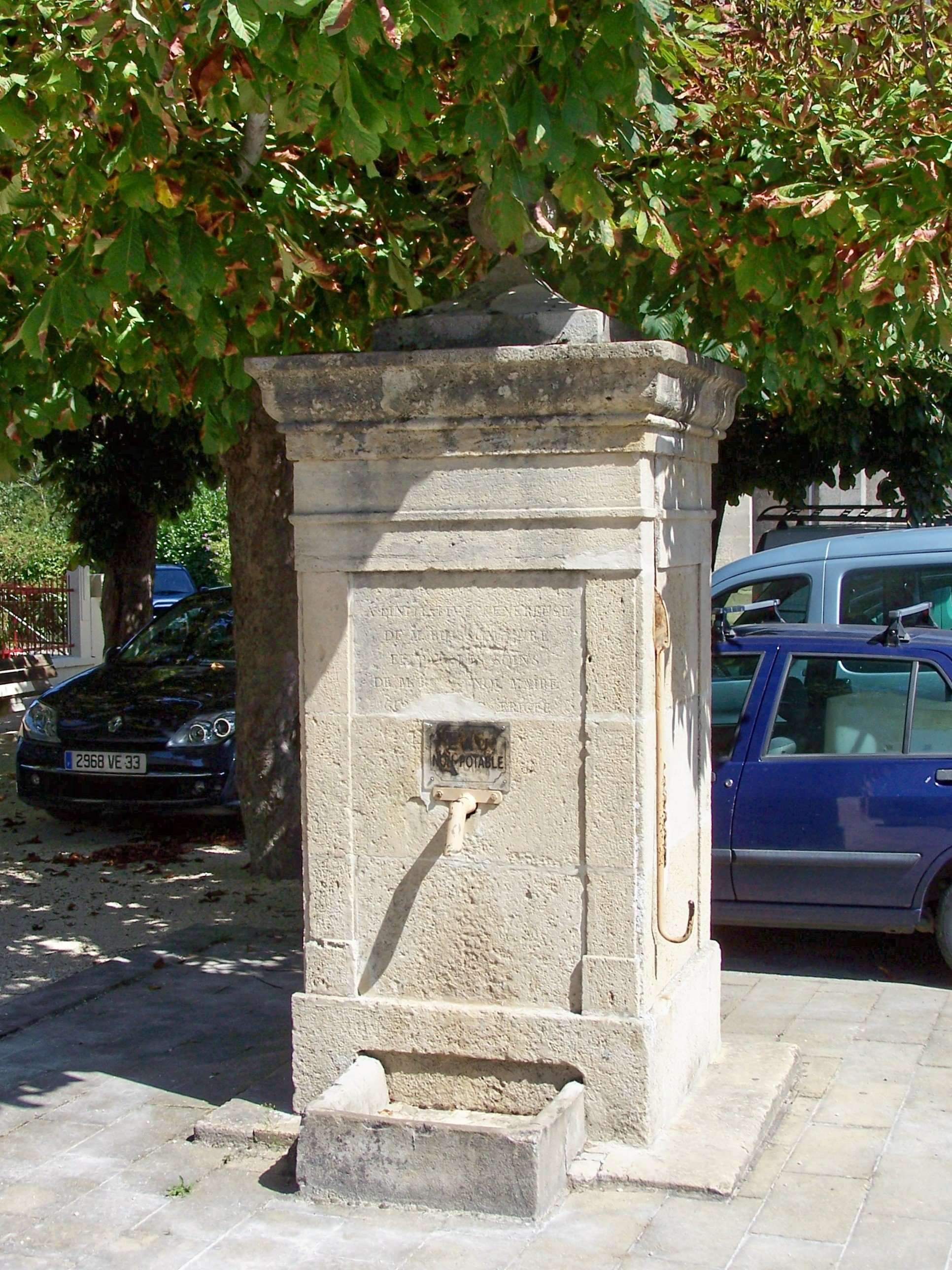
Szökőkút
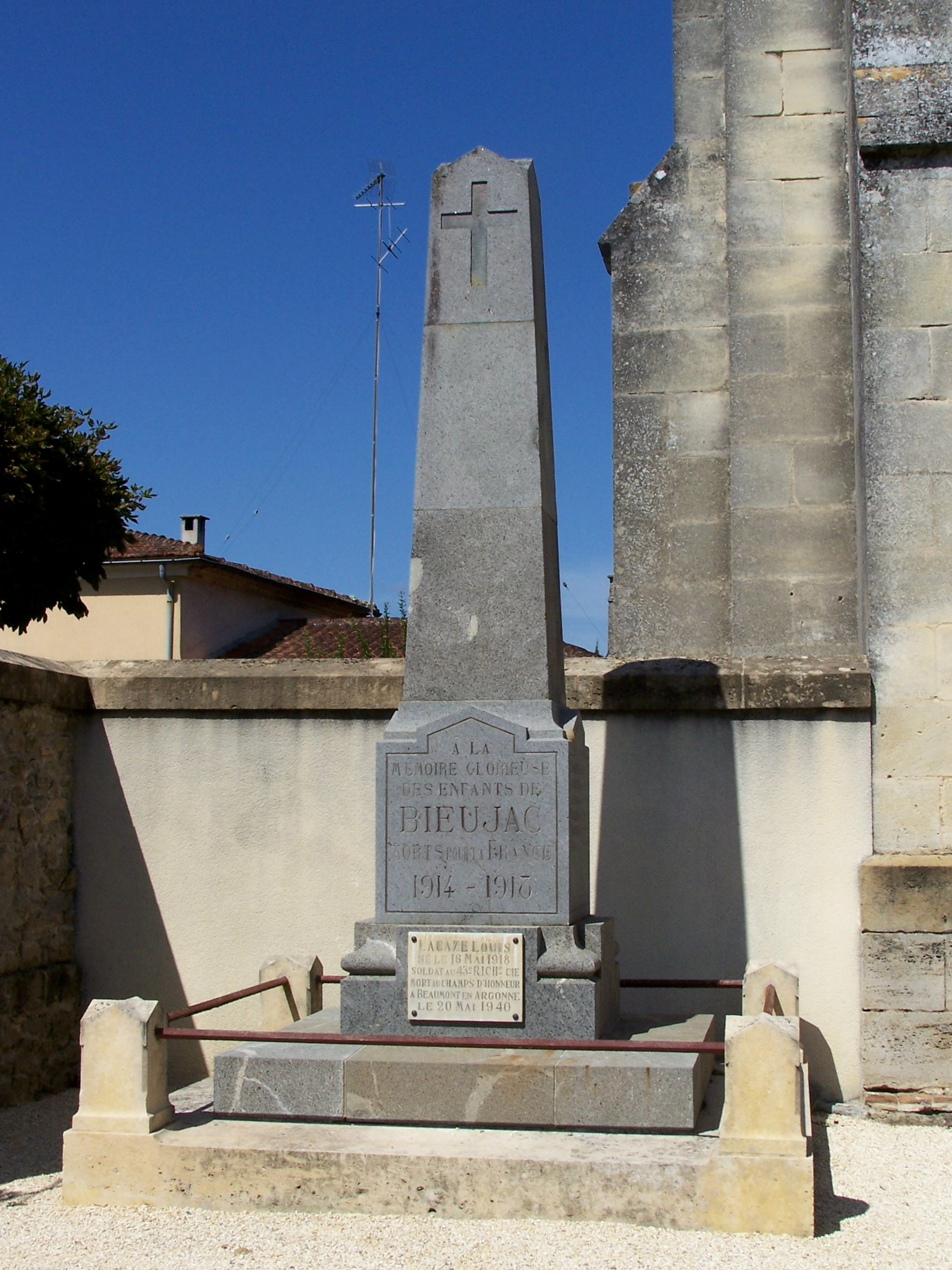
Emlékmű